# Penthaz
Penthaz ist eine politische Gemeinde im Distrikt Gros-de-Vaud des Kantons Waadt in der Schweiz.

## Geographie
Penthaz liegt auf 482 m ü. M., 3 km südöstlich von Cossonay und 12 km nordwestlich der Kantonshauptstadt Lausanne (Luftlinie). Das Haufendorf erstreckt sich an einem nach Westen geneigten Hang über dem Tal der Venoge, im Gros de Vaud, im Waadtländer Mittelland.
Die Fläche des 3,9 km² grossen Gemeindegebiets umfasst einen Abschnitt des Gros de Vaud, der Kornkammer des Kantons Waadt. Der Gemeindeboden erstreckt sich von den Talauen der Venoge ostwärts über den Hang von Penthaz bis auf das Hochplateau des Gros de Vaud, auf dem mit 526 m ü. M. der höchste Punkt der Gemeinde erreicht wird (auf der Flur Montilier). Die östliche Abgrenzung bildet zeitweise die Autobahn A1. Von der Gemeindefläche entfielen 1997 17 % auf Siedlungen, 13 % auf Wald und Gehölze, 69 % auf Landwirtschaft und etwas weniger als 1 % war unproduktives Land.
Zu Penthaz gehören mehrere Neubausiedlungen. Die Nachbargemeinden von Penthaz sind im Norden Penthalaz, im Nordnordosten Daillens, im Osten Bournens, im Südosten Sullens, im Süden Vufflens-la-Ville und im Westen Gollion.

## Bevölkerung
Mit 1898 Einwohnern (Stand 31. Dezember 2023) gehört Penthaz zu den mittelgrossen Gemeinden des Kantons Waadt. Von den Bewohnern sind 89,4 % französischsprachig, 3,8 % deutschsprachig und 2,5 % italienischsprachig (Stand 2000). Die Bevölkerungszahl von Penthaz belief sich 1900 auf 259 Einwohner. Seit 1960 (270 Einwohner) wurde eine rasante Bevölkerungszunahme mit einer Verfünffachung der Einwohnerzahl innerhalb von 40 Jahren beobachtet.

## Wirtschaft
Penthaz war bis in die zweite Hälfte des 20. Jahrhunderts ein vorwiegend durch die Landwirtschaft geprägtes Dorf. Heute haben der Ackerbau und der Obstbau nur noch eine untergeordnete Bedeutung in der Erwerbsstruktur der Bevölkerung. Im Süden des Gemeindegebietes befindet sich eine Kiesgrube.
Seit den 1960er Jahren wurde die Wirtschaftsstruktur von Penthaz durch die Schaffung von zwei Gewerbezonen massiv verändert. Heute haben sich im Ort unter anderem Unternehmen des Baugewerbes, der Informatik, mechanische Werkstätten und eine Weinhandlung niedergelassen. In Penthaz befindet sich das Archivierungszentrum der Cinémathèque Suisse. In den letzten Jahrzehnten hat sich das Dorf zu einer Wohngemeinde entwickelt. Viele Erwerbstätige sind deshalb Wegpendler, die hauptsächlich in den Nachbarorten Cossonay und Penthalaz sowie im Grossraum Lausanne arbeiten.

## Verkehr
Die Gemeinde ist verkehrstechnisch gut erschlossen. Sie liegt an der Hauptstrasse 9 von Lausanne via Cossonay nach Vallorbe. Der Autobahnanschluss Cossonay an der 1981 eröffneten A1 (Lausanne-Yverdon) ist rund 1,5 km vom Ortskern entfernt. Durch einen Postautokurs, der von Cossonay-Gare nach Cheseaux-sur-Lausanne verkehrt, ist Penthaz an das Netz des öffentlichen Verkehrs angeschlossen. Ferner verbindet eine Lokalbuslinie das Dorf mit dem Bahnhof in Cossonay-Gare sowie mit den Nachbardörfern Penthalaz und Daillens.

## Geschichte
Auf dem Gemeindegebiet wurden Spuren aus der Römerzeit entdeckt, die Strasse von Lausanne nach Orbe führte bei Penthaz vorbei. Die erste urkundliche Erwähnung des Ortes erfolgte 1011 unter dem Namen Penta. Seit 1574 sind die Schreibweisen Pentha und Penthaz überliefert. Der Name bezeichnet einen Ort am Abhang (französisch pente = Hang, Abhang).
Penthaz gehörte seit dem Mittelalter zur Herrschaft Cossonay und nach 1420 zur savoyischen Kastlanei Cossonay. Mit der Eroberung der Waadt durch Bern im Jahr 1536 kam das Dorf unter die Verwaltung der Vogtei Morges. Nach dem Zusammenbruch des Ancien Régime gehörte Penthaz von 1798 bis 1803 während der Helvetik zum Kanton Léman, der anschliessend mit der Inkraftsetzung der Mediationsverfassung im Kanton Waadt aufging. 1798 wurde es dem Bezirk Cossonay zugeteilt.

## Sehenswürdigkeiten
Die Kirche von Penthaz ist bereits 1228 erwähnt. Im Rahmen einer Restaurierung fand man 1922 Überreste des romanischen Gotteshauses. Das Schloss Penthaz ist ein Herrensitz, der um die Mitte des 18. Jahrhunderts erbaut wurde. Im Ortskern sind einige typische Bauernhäuser aus dem 17. bis 19. Jahrhundert erhalten.